# Seladerma diffine
Seladerma diffine är en stekelart som först beskrevs av Walker 1833.  Seladerma diffine ingår i släktet Seladerma och familjen puppglanssteklar. Enligt den finländska rödlistan är arten nära hotad i Finland. Arten är reproducerande i Sverige. Artens livsmiljö är strandängar vid Östersjön. Inga underarter finns listade i Catalogue of Life.